# Монтиз-Алтус

Монтиз-Алтус на карте штата.

Монтиз-Алтус (порт. Montes Altos) — муниципалитет в Бразилии, входит в штат Мараньян. Составная часть мезорегиона Запад штата Мараньян. Входит в экономико-статистический микрорегион Императрис. Население составляет 9413 человек на 2010 год. Занимает площадь 1488,336 км². Плотность населения — 6,32 чел./км². Праздник города — 22 декабря. 

## Демография
Согласно сведениям, собранным в ходе переписи 2010 г. Национальным институтом географии и статистики (IBGE), население муниципалитета составляет:
| Полное население                               | Полное население                               | Полное население                               | Полное население                               | 9413  |
| ---------------------------------------------- | ---------------------------------------------- | ---------------------------------------------- | ---------------------------------------------- | ----- |
| в том числе:                                   | Городское население                            | 5126                                           | Процент городского населения, %                | 54,46 |
|                                                | Сельское население                             | 4287                                           | Процент сельского населения, %                 | 45,54 |
|                                                | Мужское население                              | 4904                                           | Процент мужского населения, %                  | 52,10 |
|                                                | Женское население                              | 4509                                           | Процент женского населения, %                  | 47,90 |
| Плотность населения, чел/км²                   | Плотность населения, чел/км²                   | Плотность населения, чел/км²                   | Плотность населения, чел/км²                   | 6,32  |
| Население муниципалитета в % к населению штата | Население муниципалитета в % к населению штата | Население муниципалитета в % к населению штата | Население муниципалитета в % к населению штата | 0,14  |

По данным оценки 2016 года, население муниципалитета составляет 9 026 жителей.

## История
Город основан 22 декабря 1955 года. 

## Статистика
- Валовой внутренний продукт на 2003 год составляет 17 905 231,00 реалов (данные: Бразильский институт географии и статистики).
- Валовой внутренний продукт на душу населения на 2003 год составляет 1671,51 реал (данные: Бразильский институт географии и статистики).
- Индекс развития человеческого потенциала на 2000 год составляет 0,611 (данные: Программа развития ООН).